# Керет
Кѐрет (Керетозеро, Кукуреозеро, на руски: Кереть) е сладководно езеро в Европейската част на Русия, Република Карелия. С площ от 223 km² е 11-о по-големина езеро в Република Карелия и 57-о по големина в Русия.
Езерото Керет е разположено в крайната северозападна част на Източноевропейската равнина, в северната част на Република Карелия, на 88 m н.в. То е междинен водоем в речната система на река Керет, вливаща се в Бяло море.
Котловината на езерото е с ледниково-тектонски произход. То има изключително разчленена брегова линия с дължина 380 km, а с островите в него – над 640 km. За него са характерни многочислените заливи и дългите и тесни полуострови. Чрез множество тесни протоци е разделено на няколко обособени басейна-езера със собствени названия, от север на юг: Плотнично, Северно, Сребърно, Кукуреозеро, Пиртозеро и др. Общата му дължина от Мурашева губа на юг до езерото Плотнично на север е 44 km, а максималната ширина – 19 km. Средна дълбочина 4,5 m, максимална 26 m, обем 1 km3. Бреговете му са предимно ниски, слабо хълмисти, покрити с иглолистни гори, много често и заблатени. На отделни места се срещат и по-високи брегове изградени от гранит, а има и пясъчни плажове. В езерото Керет са разположени над 140 острова с обща площ 53 km2, като най-голям е остров Винчан в южната част. Дъното му е неравно. освен падини (ями), срещащи се във всичките му обособени части има и подводни възвишения. Голяма част от дъното е покрито със сиво-зелена, на места кафява тиня. В широките плитки участъци и близо до брега дъното е каменисто, пясъчно или каменисто-пясъчно.
Водосборният басейн на езерото Керет е сравнително малък – 1320 km2. В него се вливат над 10 малки реки и ручеи, водещи началото си от околните блата, като най-големи от тях са: Капустна, Тревна, Нарва, Нива и Сосновая. От северната част на Керет (западния ъгъл на езерото Плотнично) изтича река Керет (80 km), вливаща се в Бяло море.
Езерото Керет е със снежно-дъждовно подхранване. Минерализацията на водата е ниска, а прозрачността – голяма до 5 m. Поради точа, че в множеството малки затворени заливи дълбочината е малка през летния период температурата на водата доста се повишава и достига до 20 – 22 °C, а в по-дълбоките участъци остава много по-ниска. Замръзва в края на октомври или началото на ноември, а се размразява през втората половина на май.
В широката полоса с малки дълбочини почти по цялото крайбрежие е добре развита висша водна растителност. Много често обрастването с водна растителност е с протежение от 1 – 2 km и множество плитки заливи почти изцяло са заети от нея. Преобладава обикновената тръстика, езерен камъш, хвощ и др. Водата в езерото се използва за нуждите на местното население, за любителски и промишлен риболов. По бреговете на Керет няма постоянни населени места. Най-близкият населен пункт – селище от градски тип Лоухи е разположено на 12 km североизточно от северния край на езерото. Покрай източния му бряг преминава участък от автомобилното шосе „Кола“ (Санкт Петербург – Мурманск).

## Топографски карти
- Лист от карта Q-36-XV,XVI Лоухи. Мащаб: 1 : 200 000. Указать дату выпуска/состояния местности.
- Лист от карта Q-36-XXI,XXII Амбарный. Мащаб: 1 : 200 000. Указать дату выпуска/состояния местности.